# HD117361
HD117361 — хімічно пекулярна зоря спектрального класу F1, що має видиму зоряну величину в смузі V приблизно  6,4.
Вона  розташована на відстані близько 253,4 світлових років від Сонця.